# Hartley Sawyer
Hartley Sawyer (Goshen, 25 gennaio 1985) è un attore statunitense.
È noto per il ruolo di Kyle Abbott nella soap opera Febbre d'amore e quello di Ralph Dibny in The Flash.

## Biografia
È apparso in film e serie televisive come Jane stilista per caso, Amiche nemiche, Non fidarti della str**** dell'interno 23, NCIS: Los Angeles e Suburgatory. La svolta nella sua carriera però arriva quando nel 2013 entra nel cast principale della soap opera Febbre d'amore nel ruolo di Kyle Abbott, che interpreta fino al 2014. Nello stesso anno ha recitato nel thriller Kept Man e nella commedia di supereroi Geek & Sundry Caper. Nel 2015 è apparso nel film Wall Street SPiN, mentre dal 2017 al 2020 interpreta Ralph Dibny nella serie televisiva The Flash. L'attore è costretto ad abbandonare il cast della serie per via di alcuni commenti razzisti.

## Filmografia

### Cinema
- Thursday, regia di Thadd Williams (2006)
- Delmer Builds a Machine, regia di Landon Zakheim (2010)

### Televisione
- I Am Not Infected – serie TV, 27 episodi (2008-2009)
- Glory Daze – serie TV, 10 episodi (2010-2011)
- Jane - Stilista per caso (Jane by Design) – serie TV, episodio 1x03 (2012)
- Amiche nemiche (GCB) – serie TV, episodi 1x05-1x07-1x08 (2012)
- Non fidarti della str**** dell'interno 23  (Don't Trust the B---- in Apartment 23) – serie TV, episodio 1x06 (2012)
- NCIS: Los Angeles – serie TV, episodio 4x15 (2013)
- Febbre d'amore (The Young and the Restless) – serial TV, 56 puntate (2013-2014)
- Suburgatory – serie TV, episodio 3x12 (2014)
- The McCarthys – serie TV, episodio 1x09 (2015)
- Filthy Preppy Teen$ – serie TV, 1 episodio 1x07 (2016)
- The Mysteries of Laura - serie TV, 2 episodi (2016)
- Single by 30 - serie TV, episodio 1x04 (2016)
- The Flash - serie TV, 50 episodi (2017-2020)

## Doppiatori italiani
Nelle versioni in italiano delle opere in cui ha recitato, Hartley Sawyer è stato doppiato da:
- Daniele Raffaeli in NCIS: Los Angeles
- Daniele Giuliani in The Flash